# Parepalpus flavidus
Parepalpus flavidus là một loài ruồi trong họ Tachinidae.